# 波多野義重
波多野 義重（はたの よししげ）は、鎌倉時代中期の武将。北条重時の娘を室とし、重時の被官として活躍した。

## 略歴
相模波多野氏は相模国波多野荘を本拠としており、南波多野荘が重時の所領となったことからその被官となったと見られる。
波多野忠綱（忠経とも）の子として誕生した。初名は宣政。
承久3年（1221年）の承久の乱では、右目に矢を受けながらも敵に矢を射返して奮戦した。重時やその子長時、時茂が六波羅探題を務めた時期には、六波羅評定衆として彼らを補佐した。京都新日吉神宮の小五月会では流鏑馬を担当している。
宝治元年（1247年）11月、鶴岡八幡宮放生会で随兵を務めた際、同じく随兵を担当した三浦盛時と序列を巡って諍いを起こしている。

### 曹洞宗との関わり
義重は六波羅探題での役目柄や屋敷が建仁寺の隣にあった縁で日本曹洞宗の開祖道元と早くから親交があり、深く帰依してその活動を援助した。興聖寺が比叡山の衆徒から焼き討ちにあった際には、地頭として所領を持っていた越前国志比荘に招聘し、土地を寄進して永平寺の建立に貢献した。同仏殿内に像が祀られている。
現在、彼の子孫は曹洞宗の檀家筆頭に位置づけられている。

## 関連作品
映画
- 『禅 ZEN』（2009年公開、角川映画）演：勝村政信